# Orthez
Pour l’article ayant un titre homophone, voir Orthèse.
Orthez (/ɔʁtɛs/ ; en béarnais : Ortès) est une commune française située dans le département des Pyrénées-Atlantiques, en région Nouvelle-Aquitaine.
Le gentilé est Orthézien. Les habitants sont également appelés Suzannais sur la rive gauche aval (du nom de l'ancienne commune rattachée).

## Géographie

### Localisation
La commune d'Orthez se trouve dans le département des Pyrénées-Atlantiques, en région Nouvelle-Aquitaine.
Elle se situe à 47 km par la route de Pau, préfecture du département.
La commune est par ailleurs ville-centre du bassin de vie d'Orthez.
Les communes les plus proches sont : 
Laà-Mondrans (4,1 km), Lanneplaà (5,0 km), Castétis (5,1 km), Castetner (5,2 km), Saint-Boès (5,2 km), Salles-Mongiscard (5,3 km), Ozenx-Montestrucq (5,5 km).
Sur le plan historique et culturel, Orthez fait partie de la province du Béarn, qui fut également un État et qui présente une unité historique et culturelle à laquelle s’oppose une diversité frappante de paysages au relief tourmenté.

### Communes limitrophes
Les communes limitrophes sont Balansun, Baigts-de-Béarn, Biron, Bonnut, Castétis, Laà-Mondrans, Lanneplaà, Ozenx-Montestrucq, Saint-Boès, Salles-Mongiscard et Sallespisse.
| Baigts-de-Béarn   | Saint-Boès, Bonnut | Sallespisse         |
| Salles-Mongiscard | Orthez             | Balansun, Castétis  |
| Lanneplaà         | Ozenx-Montestrucq  | Biron, Laà-Mondrans |

Représentations cartographiques de la commune
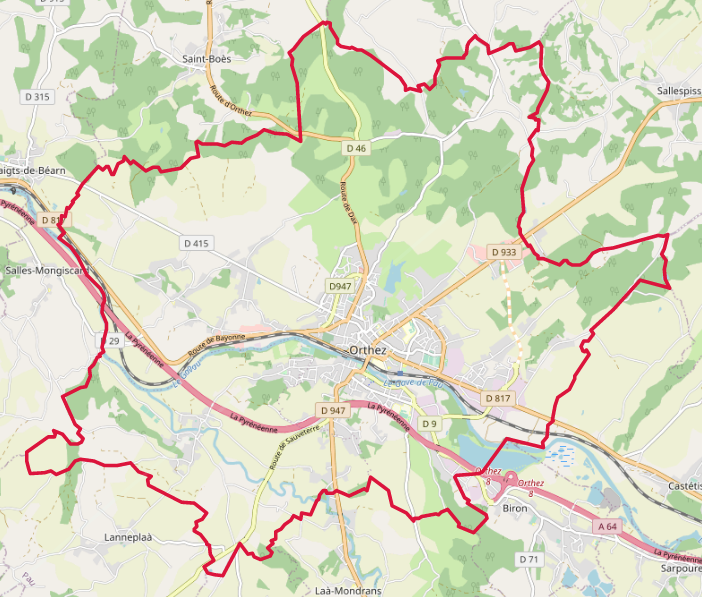
Carte OpenStreetMap
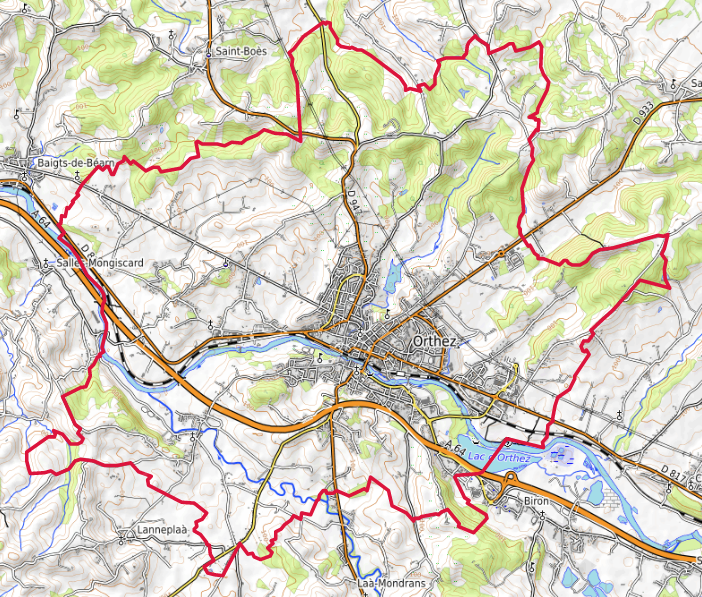
Carte topographique

### Description
À mi-chemin entre Pau et Bayonne, la commune est proche du département des Landes.
Orthez constitue un espace urbain, ou espace urbain multipolaire, qui est en France et selon la définition de l'Insee, un ensemble continu d'aires urbaines et de communes dites multipolarisées, c'est-à-dire dont au moins 40 % de la population résidente active travaille dans l'une ou l'autre de ces aires urbaines.

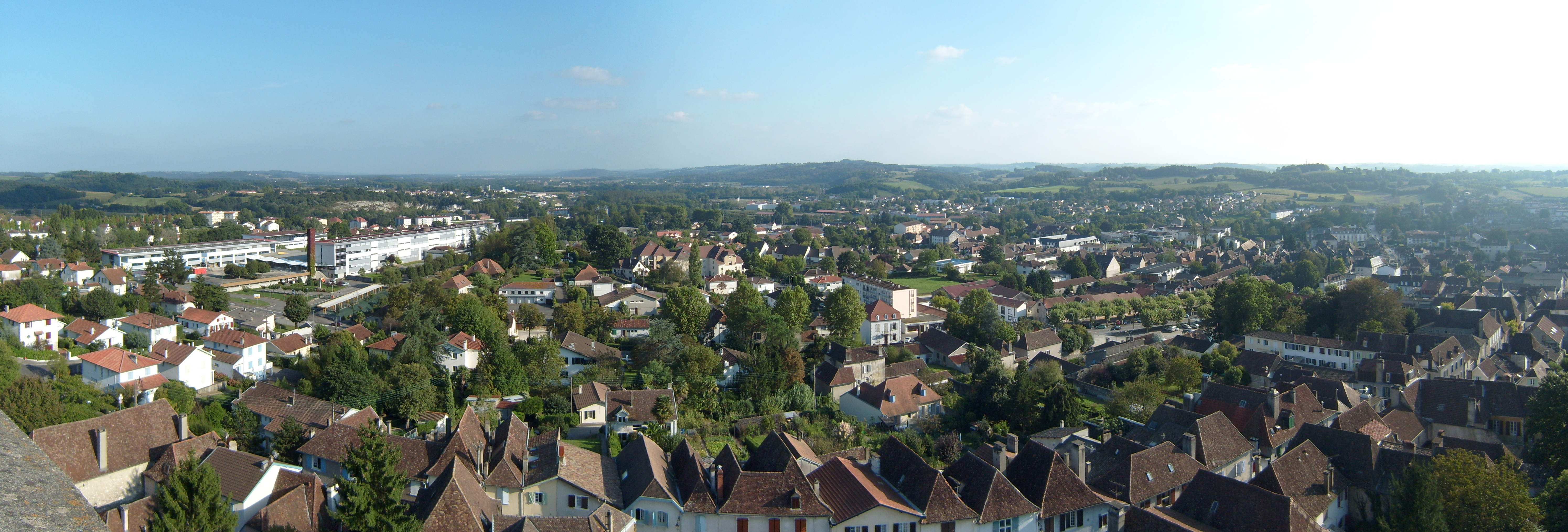
Vue panoramique depuis la tour Moncade

### Hydrographie

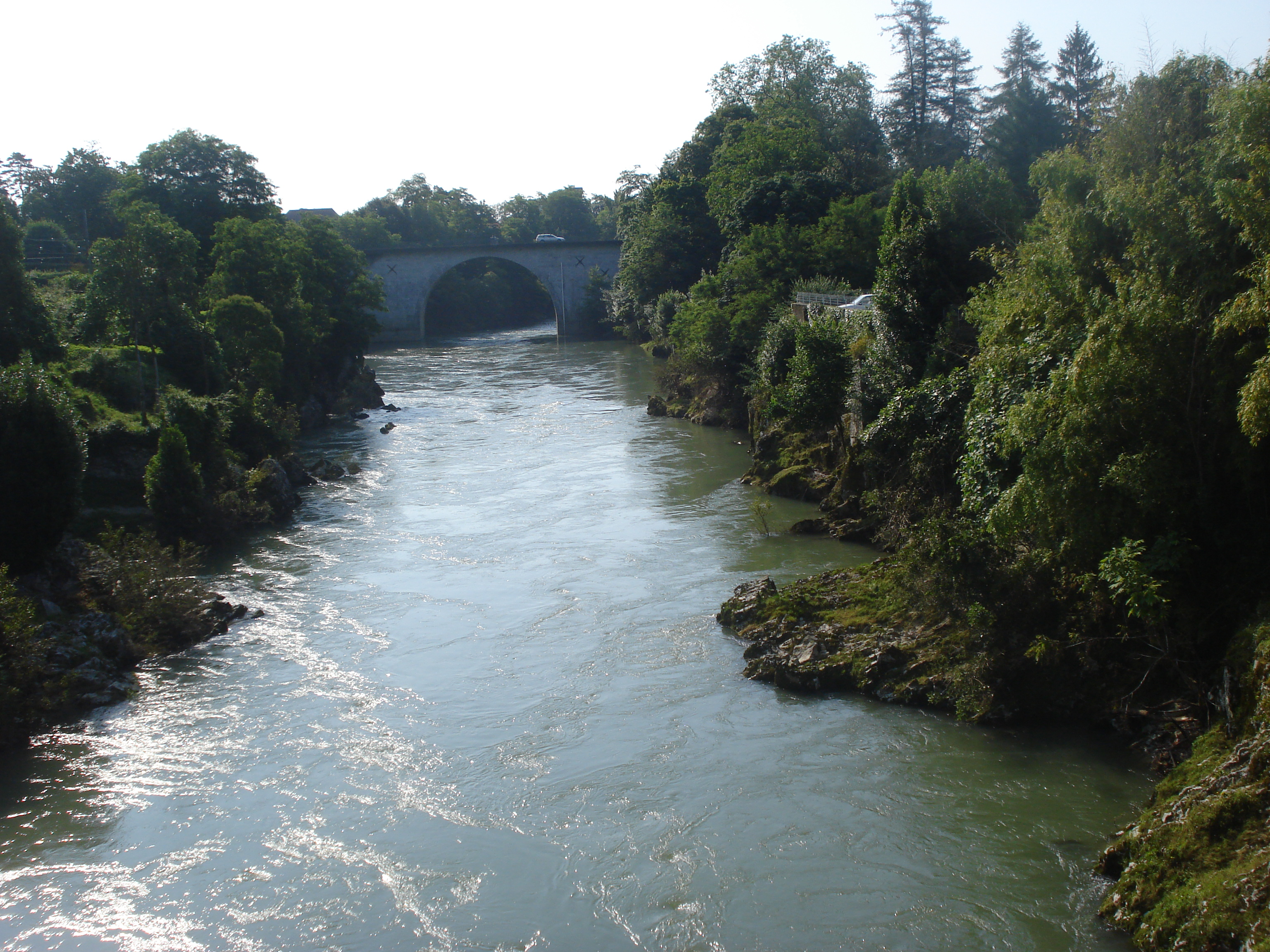
Orthez, le Gave de Pau.

La commune est traversée par le gave de Pau et ses affluents, les ruisseaux le Laâ (et ses tributaires, les ruisseaux l'Ozenx et des Moulins), de Rontun et de Caséloupoup.
Le Grècq est un petit ruisseau affluent de la rive droite du gave, ses crues soudaines ont été maîtrisées par l'établissement du lac de retenue du Grècq. On trouve parfois l'orthographe fantaisiste l'Y ou le lac de l’Y (« l'i grec »).
Des affluents du Luy de Béarn, les ruisseaux de l'Oursau (11,5 km) et du Pas de Salles, sont également présents sur la commune.
Le lac d'Orthez-Biron (36 ha), au sud-est, rive gauche, base de loisirs. Un sentier pédestre bien tracé fait le tour de ce lac artificiel créé lors de la réalisation de l'autoroute A64, par extraction des gravats. En bordure se trouve une zone humide, la Saligue des oiseaux, qui accueille diverses espèces d'oiseaux locales et migratrices. Elle est classée espace naturel sensible du département des Pyrénées-Atlantiques.
Le lac du Grècq (8 ha), au nord, en liaison avec le circuit pédestre, l'arboretum de la Coudane, au départ du château Moncade, a été créé dans les années 1980 comme retenue collinaire, il est plus connu sous le nom de « lac de l'Y ». Il abrite une flore et une faune diversifiée[réf. nécessaire].

### Climat
Pour des articles plus généraux, voir Climat de la Nouvelle-Aquitaine et Climat des Pyrénées-Atlantiques.
Historiquement, la commune est exposée à un micro climat océanique basque.  
En 2020, Météo-France publie une typologie des climats de la France métropolitaine dans laquelle la commune est dans une zone de transition entre le climat océanique et le climat de montagne et est dans la région climatique Pyrénées atlantiques, caractérisée par une pluviométrie élevée (>1 200 mm/an) en toutes saisons, des hivers très doux (7,5 °C en plaine) et des vents faibles.
Pour la période 1971-2000, la température annuelle moyenne est de 13,6 °C, avec une amplitude thermique annuelle de 13,9 °C. Le cumul annuel moyen de précipitations est de 1 194 mm, avec 11,8 jours de précipitations en janvier et 7,8 jours en juillet. Pour la période 1991-2020, la température moyenne annuelle observée sur la station météorologique installée sur la commune est de 14,1 °C et le cumul annuel moyen de précipitations est de 1 211,5 mm,. Pour l'avenir, les paramètres climatiques de la commune estimés pour 2050 selon différents scénarios d’émission de gaz à effet de serre sont consultables sur un site dédié publié par Météo-France en novembre 2022.
| Mois                                  | jan.          | fév.           | mars          | avril         | mai             | juin          | jui.          | août          | sep.          | oct.          | nov.            | déc.          | année      |
| ------------------------------------- | ------------- | -------------- | ------------- | ------------- | --------------- | ------------- | ------------- | ------------- | ------------- | ------------- | --------------- | ------------- | ---------- |
| Température minimale moyenne (°C)     | 2,8           | 2,9            | 5,1           | 7,5           | 10,9            | 14,2          | 15,7          | 15,5          | 12,7          | 9,9           | 5,6             | 3,2           | 8,8        |
| Température moyenne (°C)              | 7,2           | 7,8            | 10,6          | 13            | 16,3            | 19,6          | 21,2          | 21,4          | 18,8          | 15,4          | 10,2            | 7,7           | 14,1       |
| Température maximale moyenne (°C)     | 11,6          | 12,8           | 16,1          | 18,5          | 21,6            | 25            | 26,7          | 27,2          | 24,9          | 21            | 14,7            | 12,2          | 19,4       |
| Record de froid (°C) date du record   | −7,6 27.01.07 | −10,7 12.02.12 | −8,2 01.03.05 | −3,4 04.04.22 | 0,3 05.05.19    | 6,5 01.06.11  | 7,5 15.07.16  | 7,1 31.08.10  | 4,7 25.09.02  | −2,2 16.10.09 | −6,8 22.11.1998 | −9,3 25.12.01 | −10,7 2012 |
| Record de chaleur (°C) date du record | 24,8 01.01.22 | 27,1 16.02.20  | 30,4 29.03.23 | 31,8 30.04.05 | 35,9 30.05.1996 | 39,7 18.06.22 | 39,4 18.07.22 | 40,8 04.08.03 | 39,7 12.09.22 | 35,7 02.10.23 | 28,8 08.11.15   | 24,2 19.12.15 | 40,8 2003  |
| Précipitations (mm)                   | 126,2         | 103,8          | 99,3          | 105,4         | 106,6           | 80,2          | 67            | 61,9          | 90,5          | 102,7         | 149,3           | 118,6         | 1 211,5    |

### Milieux naturels et biodiversité

#### Réseau Natura 2000
Le réseau Natura 2000 est un réseau écologique européen de sites naturels d'intérêt écologique élaboré à partir des Directives « Habitats » et « Oiseaux », constitué de zones spéciales de conservation (ZSC) et de zones de protection spéciale (ZPS).
Deux sites Natura 2000 ont été définis sur la commune au titre de la « directive Habitats », : 
- le « château d'Orthez et bords du gave », d'une superficie de 4 300 ha, un agrosystème favorable à la présence de Chiroptères[16] ;
- le « gave de Pau », d'une superficie de 8 194 ha, un vaste réseau hydrographique avec un système de saligues[Note 4] encore vivace[17].

#### Zones naturelles d'intérêt écologique, faunistique et floristique
L’inventaire des zones naturelles d'intérêt écologique, faunistique et floristique (ZNIEFF) a pour objectif de réaliser une couverture des zones les plus intéressantes sur le plan écologique, essentiellement dans la perspective d’améliorer la connaissance du patrimoine naturel national et de fournir aux différents décideurs un outil d’aide à la prise en compte de l’environnement dans l’aménagement du territoire.
Une ZNIEFF de type 2 est recensée sur la commune, : 
le « réseau hydrographique du gave de Pau et ses annexes hydrauliques » (3 000,84 ha), couvrant 71 communes dont 10 dans les Landes, 59 dans les Pyrénées-Atlantiques et 2 dans les Hautes-Pyrénées.

#### Espèces remarquables
Dans le parc de la clinique Labat, un cèdre bleu pleureur de l'Atlas (Cedrus atlantica glauca pendula) a été labellisé arbre remarquable en 2010,. En 2021, il est âgé de 191 ans et avec son port retombant, le diamètre de sa ramure est compris entre quinze et vingt-deux mètres pour une hauteur de cinq mètres.

## Urbanisme

### Typologie
Au 1er janvier 2024, Orthez est catégorisée petite ville, selon la nouvelle grille communale de densité à sept niveaux définie par l'Insee en 2022.
Elle appartient à l'unité urbaine d'Orthez, une agglomération intra-départementale regroupant cinq  communes, dont elle est ville-centre,,. Par ailleurs la commune fait partie de l'aire d'attraction d'Orthez, dont elle est la commune-centre,. Cette aire, qui regroupe 26 communes, est catégorisée dans les aires de moins de 50 000 habitants,.

### Occupation des sols

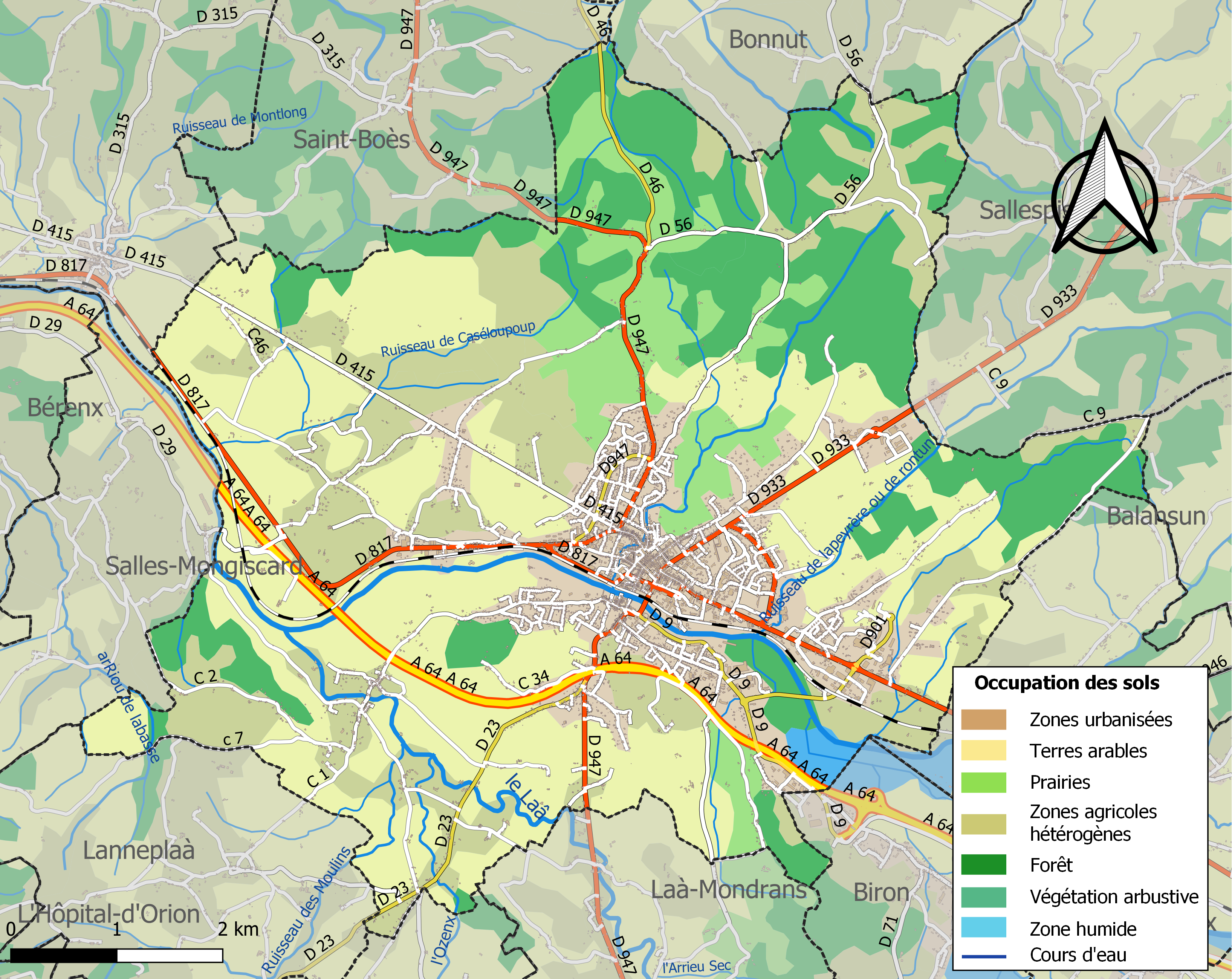
Carte des infrastructures et de l'occupation des sols de la commune en 2018 (CLC).

L'occupation des sols de la commune, telle qu'elle ressort de la base de données européenne d’occupation biophysique des sols Corine Land Cover (CLC), est marquée par l'importance des territoires agricoles (63,9 % en 2018), en diminution par rapport à 1990 (69,2 %). La répartition détaillée en 2018 est la suivante : 
terres arables (34,5 %), zones agricoles hétérogènes (21,1 %), forêts (19,6 %), zones urbanisées (12,3 %), prairies (8,3 %), zones industrielles ou commerciales et réseaux de communication (3,6 %), eaux continentales (0,6 %). L'évolution de l’occupation des sols de la commune et de ses infrastructures peut être observée sur les différentes représentations cartographiques du territoire : la carte de Cassini (XVIIIe siècle), la carte d'état-major (1820-1866) et les cartes ou photos aériennes de l'IGN pour la période actuelle (1950 à aujourd'hui).

### Lieux-dits et hameaux
- Sainte-Suzanne, commune administrativement associée (loi PLM) avec Orthez, mais gardant la valeur de village avec son bourg, à l'ouest et en rive gauche du gave.
- Départ, rive gauche du gave, quartier sud de la cité, autrefois fief de l'abbaye de Sauvelade. Le bourg de Départ a été rattaché à la ville d'Orthez le 30 pluviôse an II, soit le 18 février 1794. Il comprenait plusieurs quartiers : Magret, Marmont (« mont des maures »), Pesqué (« vivier à poissons » en béarnais)[réf. nécessaire].
- Castétarbe, quartier étendu à l'ouest de la commune.
- les Soarns, quartier est de la commune.
- Coubots.
- Ville.
- le Bois de Matachot.

### Voies de communications et transports

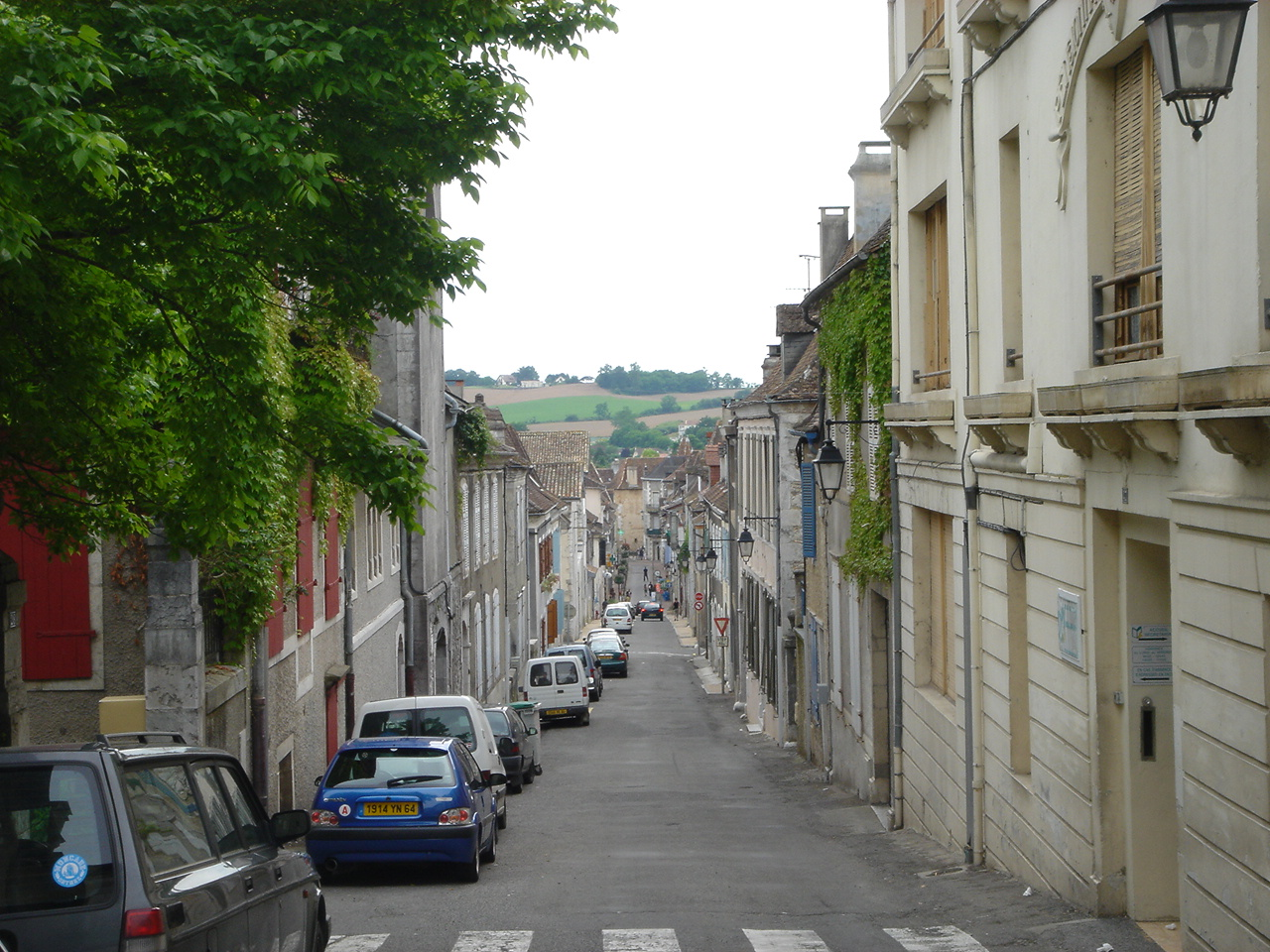
Le centre-ville.

- Par la route : l'A64 passe au sud de la ville (sortie n°8, aire de repos Magret), et les départementales D 947, D 933, et la D 817 (anciennement RN117) passent dans la commune.
- Par le train : la gare d'Orthez est située sur la ligne Toulouse - Bayonne et sur la ligne TGV inOui Tarbes - Paris-Montparnasse.
- Par le bus : le réseau de transport en commun à la demande Mobilacq permet de circuler à partir de 23 points de prise en charge et vers 15 points de dessertes au sein de la commune.
- Par l'autocar : les lignes   et   du réseau de cars interurbain des Pyrénées-Atlantiques permettent de rejoindre Pau et Saint-Palais[27].
- À pied par la voie du Vézelay.

### Risques majeurs
Le territoire de la commune d'Orthez est vulnérable à différents aléas naturels : météorologiques (tempête, orage, neige, grand froid, canicule ou sécheresse), inondations et séisme (sismicité modérée). Il est également exposé à deux risques technologiques, le transport de matières dangereuses et  le risque industriel. Un site publié par le BRGM permet d'évaluer simplement et rapidement les risques d'un bien localisé soit par son adresse soit par le numéro de sa parcelle.

#### Risques naturels
Certaines parties du territoire communal sont susceptibles d’être affectées par le risque d’inondation par ruissellement et coulée de boue et par une crue torrentielle ou à montée rapide de cours d'eau, notamment le gave de Pau, le ruisseau de Ourseau et le Laâ. La commune a été reconnue en état de catastrophe naturelle au titre des dommages causés par les inondations et coulées de boue survenues en 1983, 1992, 2006, 2009, 2013, 2014 et 2018,.

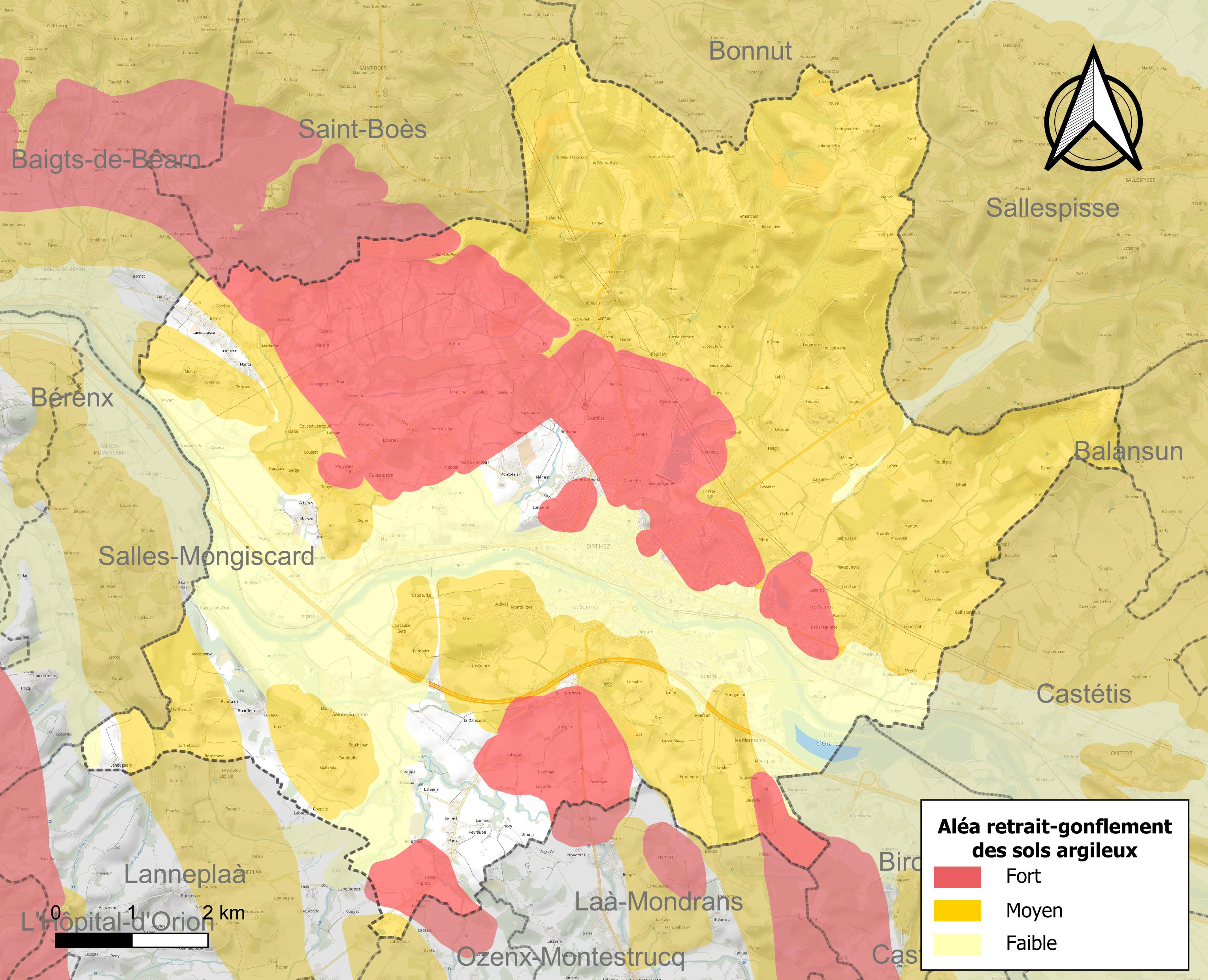
Carte des zones d'aléa retrait-gonflement des sols argileux d'Orthez.

Le retrait-gonflement des sols argileux est susceptible d'engendrer des dommages importants aux bâtiments en cas d’alternance de périodes de sécheresse et de pluie. 73,6 % de la superficie communale est en aléa moyen ou fort (59 % au niveau départemental et 48,5 % au niveau national). Depuis le 1er octobre 2020, en application de la loi ELAN, différentes contraintes s'imposent aux vendeurs, maîtres d'ouvrages ou constructeurs de biens situés dans une zone classée en aléa moyen ou fort,.
Concernant les mouvements de terrains, la commune a été reconnue en état de catastrophe naturelle au titre des dommages causés par la sécheresse en 1994, 2002, 2011 et 2017 et par des mouvements de terrain en 1983 et 2013.

#### Risque technologique
La commune est exposée au risque industriel du fait de la présence sur son territoire d'une entreprise soumise  à la directive européenne SEVESO, classée seuil haut : Arkema France (activités soumises à autorisation notamment pour l'emploi ou le stockage de soude ou potasse caustique, de liquides inflammables, de matières plastiques et le traitement de déchets dangereux).

## Toponymie
Le toponyme Orthez apparaît sous les formes Ortez et Ortesium (respectivement 1193 et 1194, cartulaire de Sauvelade), Orthesium (1220, cartulaire d'Orthez), Ortess (1270, charte des boucheries), Ortes (1375, contrats de Luntz), Ortais (XIVe siècle, Jean Froissart), Sent-Per d'Ortes (1391, notaires de Navarrenx), Hortes (1578, titres de la chambre des comptes de Pau) et Orthés (fin du XVIIIe siècle - Carte Cassini).
La signification de ce nom n'est pas encore élucidée avec certitude. Toutefois, selon Michel Grosclaude le caractère inhabituel de la prononciation pour la phonétique gasconne indique que le nom pourrait dériver d'un nom de personne d'origine aquitanienne (proto-basque), on pourrait y voir une prononciation locale du nom latin Fortis, « fort, forte », comme c'est le cas pour le nom ibérique Ortiz. En tout cas, un dérivé du gascon òrt, « jardin », du latin, hortus, est à exclure.
Son nom béarnais est Ortès.

## Histoire
Il ne faut pas confondre la ville d’Orthez avec la vicomté d’Orthe qui recouvrait sous l’ancien régime le territoire de l’actuel canton de Peyrehorade.
Les plus anciens vestiges de la ville d’Orthez ne remontent pas au-delà du XIe siècle. Ce sont deux églises romanes qui se trouvent, l’une dans le bourg Vieux (nommé aussi autrefois Bourg du Pont), et l’autre encastrée dans l’église Saint-Pierre.
Autour de chacune de ces églises, un groupe de maisons en faisaient deux petits bourgs. Le premier, fortifié, commandait le passage du gave de Pau qui s'est fait, selon les époques, à gué, en bac ou par un pont fortifié. Le second, aux mains d'une famille de marchands, avait une vocation commerciale à l'abri de son église.
La ville résulte de la réunion, aux environs de 1260, de ces deux bourgs avec la création d’un conseil municipal. Cette association est symbolisée sur le blason de la ville par la présence d’un pont à tour et des clés de Saint-Pierre.
L’agglomération initiale a été agrandie du bourg Neuf et du faubourg Saint-Gilles dans les années suivantes. Cette rapide expansion de la ville s’explique par le choix du Comte Gaston VII Moncade dans les années 1250, d’y construire un nouveau château où il établit sa résidence principale. C’est au même moment qu’il fit remplacer la palissade en bois défendant le bourg Vieux par un véritable rempart, et que fut construit le Pont-Vieux, véritable porte fortifiée par-dessus la rivière.
En 1385, on comptait à Orthez 436 feux fiscaux.
Du XIIIe au XVe siècle, Orthez fut la résidence des vicomtes de Béarn. Gaston Fébus y déclare l'indépendance béarnaise en 1347.
Bien qu’en 1460 cette résidence ait été transférée à Pau, plus centrale, Orthez reste durant tout l’ancien régime la ville la plus grande et la plus dynamique du Béarn. Elle reste le lieu du marché où sont acheminés tous les produits de la région destinés à être exportés vers le port de Bayonne. En 1566, Jeanne d'Albret y a transféré l'académie protestante du Béarn transformée en université en 1583 par Henri IV.
La ville subit peu de destructions en dehors de deux batailles en 1569 lors des guerres de religion.
Aux XVIIe et XVIIIe siècles, l’économie prospère grâce à la relance du commerce atlantique. Les commerçants font fortune et de nombreuses maisons auparavant en bois et torchis sont reconstruites en pierre. Les toits sont refaits avec des tuiles en terre cuite. Ce sont ces bâtiments que l’on voit encore aujourd’hui dans la partie ancienne de la ville.
La ville s’est peu étendue sous l’Ancien Régime. Le bourg Moncade, relevant du château, est resté longtemps institutionnellement à l’écart de la ville en raison de ses fonctions militaires. Le bourg de Départ, situé au-delà de la rivière, n’a été officiellement réuni à la ville que sous la Révolution.
Elle fut chef-lieu de district de 1790 à 1795 et d'arrondissement (sous-préfecture) de 1800 à 1926.
Le 27 février 1814 vit la bataille d'Orthez avec la victoire des troupes anglo-hispaniques du duc de Wellington sur l'armée napoléonienne du maréchal Soult. Mais cet événement n'eut que peu d'influence sur la ville.
Pendant la Seconde Guerre mondiale, de 1940 à 1942, la ligne de démarcation qui coupait le département des Basses-Pyrénées en deux parties intégra la ville en zone occupée par l'armée allemande, du fait de sa position d'axe routier et ferroviaire. Cinq postes de contrôle de passage furent établis, mais de nombreux passages clandestins de réfugiés et des trafics divers eurent lieu et perdurèrent jusqu'à la fin de la guerre. Le résistant Daniel Argote, chargé du secteur d'Orthez de l'Armée secrète, fut abattu en 1944 sur la route de Biron, en faisant passer des soldats polonais déserteurs de l'armée allemande.
Ce n’est qu’à partir de 1957 et la découverte du gisement du gaz de Lacq que le nombre d'Orthéziens a explosé. Il est passé en quinze ans de 7 200 à 11 000 habitants entraînant la construction de plusieurs banlieues pavillonnaires et d’équipements publics.
Orthez s'est associé en 1973 avec l'ancienne commune de Sainte-Suzanne pour former Orthez-Sainte-Suzanne, puis cette commune a pris le nom d'Orthez.

## Politique et administration

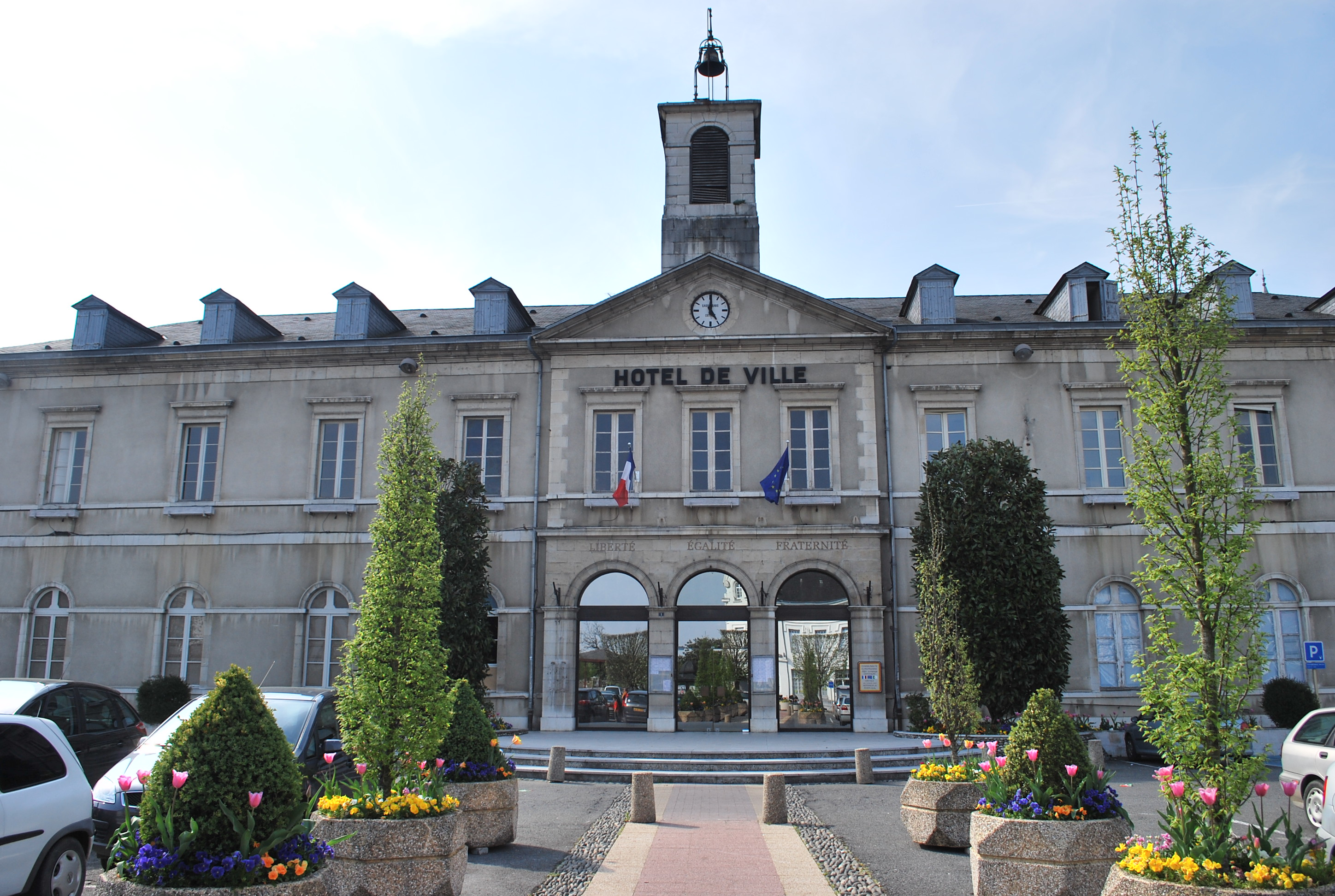
La mairie.

### Rattachements administratifs et électoraux
Rattachements administratifs
Après avoir été le chef-lieu de l'arrondissement d'Orthez, la commune se trouve depuis 1926 dans l'arrondissement de Pau du département des Pyrénées-Atlantiques.
Elle était depuis 1793 le chef-lieu du canton d'Orthez. Dans le cadre du redécoupage cantonal de 2014 en France, cette circonscription administrative territoriale a disparu, et le canton n'est plus qu'une circonscription électorale.
Rattachements électoraux
Pour les élections départementales, la commune est depuis 2014 le bureau centralisateur du canton d'Orthez et Terres des Gaves et du Sel.
Pour l'élection des députés, elle fait partie de la troisième circonscription des Pyrénées-Atlantiques.

### Intercommunalité
Orthez était le siège de la communauté de communes du canton d'Orthez, un établissement public de coopération intercommunale (EPCI) à fiscalité propre créé en 1996 et auquel la commune avait transféré un certain nombre de ses compétences, dans les conditions déterminées par le code général des collectivités territoriales.
Celle-ci a fusionné avec sa voisine pour former, le 1er janvier 2014, la communauté de communes de Lacq-Orthez dont est désormais membre la ville.
La commune fait partie en 2020 d'autres structures intercommunales :
- le syndicat du bassin versant des Luys ;
- le SIAEP de la source Grechez ;
- le syndicat d’énergie des Pyrénées-Atlantiques ;
- le syndicat mixte d'eau potable de la région d'Orthez ;
- l’agence publique de gestion locale.

### Tendances politiques et résultats
Lors du premier tour des élections municipales de 2020 dans les Pyrénées-Atlantiques, la liste menée par le maire sortant Emmanuel Hamon (PS) remporte largement la majorité absolue des suffrages exprimes, avec 1 863 voix (55,66 %), devançant la liste DVG de son prédécesseur Yves Darrigrand (826 voix, 24,68 %), ainsi que celles menées par Jean-Michel Berges (DIV, 383 voix, 11,44 %) et par Éric Delteil (Ext. G, 275 vois, 8,22 %), lors d'un scrutin marqué par 54,50 % d'abstention

### Jumelages
Orthez est jumelée avec les villes suivantes :
- Tarazona (Espagne) depuis 1993 ;
- Mirandela (Portugal) depuis 1985.

Sans y être jumelée, la Ville d'Orthez est la « marraine » du village de Marcq, dans le département des Ardennes. Ce marrainage date de la Première Guerre mondiale et s'est poursuivi lors de la Seconde. Orthez a aidé Marcq durant ces conflits par divers dons en nature et en espèces (cf. correspondances entre les deux cités et comptes rendus du conseil municipal).

## Population et société

### Démographie
L'évolution du nombre d'habitants est connue à travers les recensements de la population effectués dans la commune depuis 1793. Pour les communes de plus de 10 000 habitants les recensements ont lieu chaque année à la suite d'une enquête par sondage auprès d'un échantillon d'adresses représentant 8 % de leurs logements, contrairement aux autres communes qui ont un recensement réel tous les cinq ans,.

En 2022, la commune comptait 10 836 habitants, en évolution de +1,97 % par rapport à 2016 (Pyrénées-Atlantiques : +3,78 %, France hors Mayotte : +2,11 %).
| 1793  | 1800  | 1806  | 1821  | 1831  | 1836  | 1841  | 1846  | 1851  |
| ----- | ----- | ----- | ----- | ----- | ----- | ----- | ----- | ----- |
| 3 679 | 6 738 | 6 987 | 6 802 | 7 121 | 7 857 | 7 021 | 7 184 | 6 948 |

| 1856  | 1861  | 1866  | 1872  | 1876  | 1881  | 1886  | 1891  | 1896  |
| ----- | ----- | ----- | ----- | ----- | ----- | ----- | ----- | ----- |
| 6 694 | 6 724 | 6 627 | 6 526 | 6 624 | 6 556 | 6 743 | 6 210 | 6 314 |

| 1901  | 1906  | 1911  | 1921  | 1926  | 1931  | 1936  | 1946  | 1954  |
| ----- | ----- | ----- | ----- | ----- | ----- | ----- | ----- | ----- |
| 6 365 | 6 254 | 6 247 | 5 850 | 5 952 | 6 219 | 6 175 | 6 450 | 6 713 |

| 1962  | 1968   | 1975   | 1982   | 1990   | 1999   | 2006   | 2011   | 2016   |
| ----- | ------ | ------ | ------ | ------ | ------ | ------ | ------ | ------ |
| 8 413 | 10 002 | 10 855 | 10 922 | 10 159 | 10 121 | 10 329 | 10 886 | 10 627 |

| 2021   | 2022   | - | - | - | - | - | - | - |
| ------ | ------ | - | - | - | - | - | - | - |
| 10 684 | 10 836 | - | - | - | - | - | - | - |

### Éducation
La commune dispose de trois écoles élémentaires, trois écoles maternelles, de trois écoles primaires, d'un groupe scolaire catholique, Notre-Dame-Saint-Joseph, d'un collège public, Daniel-Argote et d'une cité scolaire (collège et lycée général) Gaston-Fébus, et d'un collège-lycée privé, Moncade-Jeanne-d'Arc. La commune dispose également de trois lycées professionnels : Francis-Jammes, Molière et le lycée professionnel agricole[Quand ?].
La commune accueille une école Calandreta (calandreta d'Ortès).

### Clubs et équipements sportifs
L'Élan béarnais Pau-Lacq-Orthez est un club professionnel français de basket-ball appartenant à l'élite du championnat de France et basé à Pau. Il a été fondé en 1931 et évoluait dans la ville d'Orthez, à La Moutète. Le club de basket-ball n'était alors qu'une section du club omnisports créé 23 ans auparavant. En fait il ne s'agissait pas d'un club au sens où on l'entend aujourd'hui, mais d'un patronage, créé par des ecclésiastiques pour permettre aux jeunes de la ville d'Orthez de faire du sport. Les « laïcs » de leur côté allant à l'U.S. Orthez.
L'Elan Béarnais Football est un club de football évoluant pour la saison 2019-2020 en Régionale 2 en ligue de Nouvelle-Aquitaine de football.
L'Union Sportive Orthez est un club de rugby à XV français évoluant pour la saison 2019-2020 en Fédérale 2.
Le Orthez Handball Club, dont l’équipe fanion masculine évolue actuellement en Nationale 3. Association sportive actuellement présidée par Jean Turcius[Quand ?], qui compte une base de plus de 200 licenciés[Quand ?] et la réalisation de multiples événements tout au long de l’année.
Orthez Nautique Canoë Kayak, club de canoë-kayak dont certains membres évoluent depuis 2001 en Nationale 1, dont plusieurs en équipe de France de slalom.
Orthez a été le point de départ le 25 juillet de la 16e étape du Tour de France 2007. Le parcours de 218 kilomètres a relié Orthez à Gourette - col d'Aubisque.
En pelote basque, la commune dispose d'un mur à gauche et d'un fronton libre.
Près des arènes du Pesqué se trouve la piscine municipale.

### Santé
On y trouve un hôpital, le Centre Hospitalier d'Orthez, et des structures privées, la clinique Labat et la clinique psychiatrique du château de Préville[réf. nécessaire].

### Lieux culturels

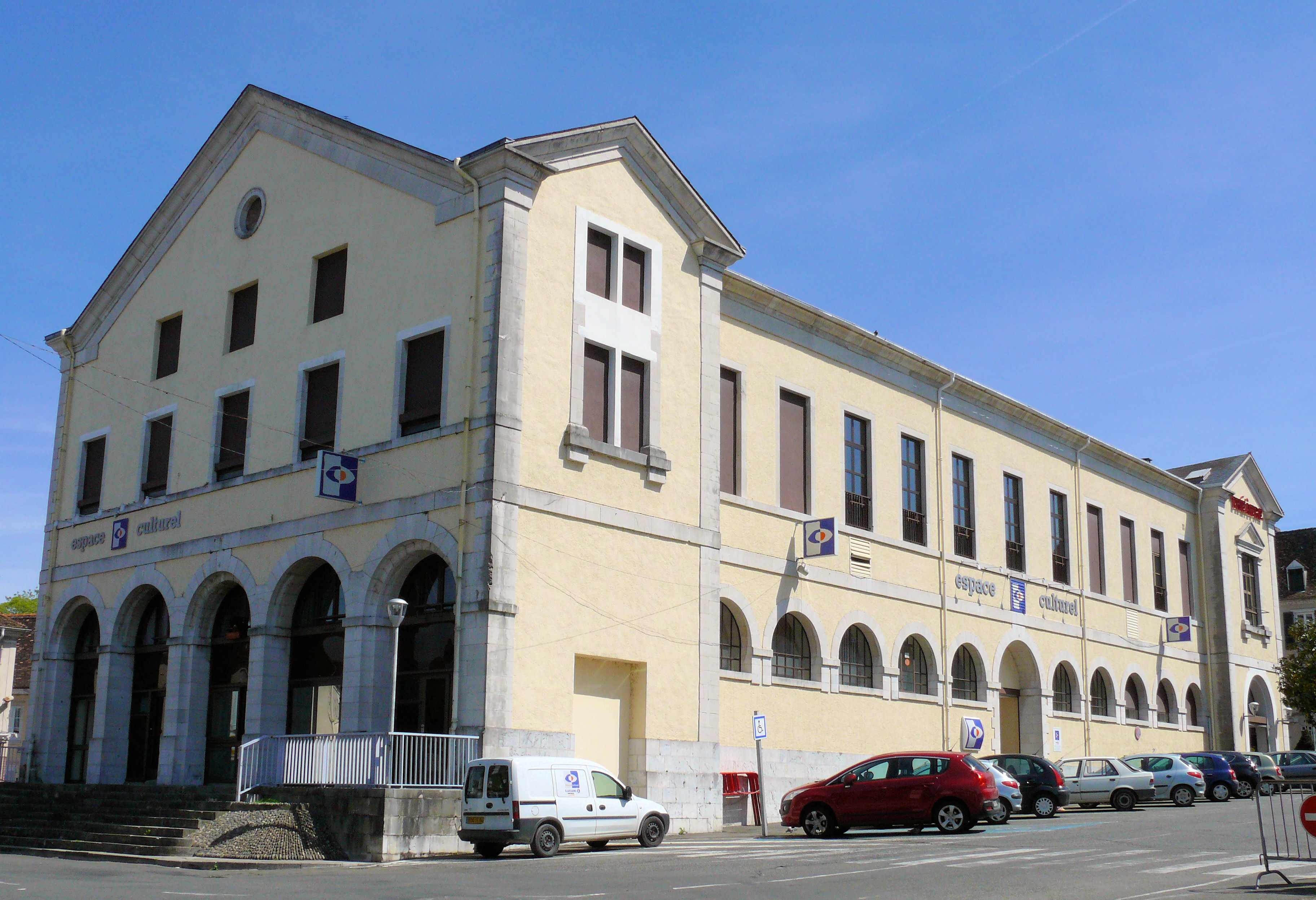
Espace Francis-Planté

La salle de spectacle, le Théâtre Francis-Planté, est affiliée au Réseau MIXAGE (Fédération Aquitaine de structures du spectacle vivant).
La médiathèque Jean-Louis Curtis est un des points du réseau Pôle lecture de la Communauté de communes Lacq-Orthez.
Les Musicales est un bâtiment récent consacré à la pratique musicale.
La Moutète, salle polyvalente, accueillit les matchs de basket-ball de l'Elan béarnais-Orthez dans les années 70 à 80, tout en servant de halle les jours de marché. Des concerts y ont parfois lieu.

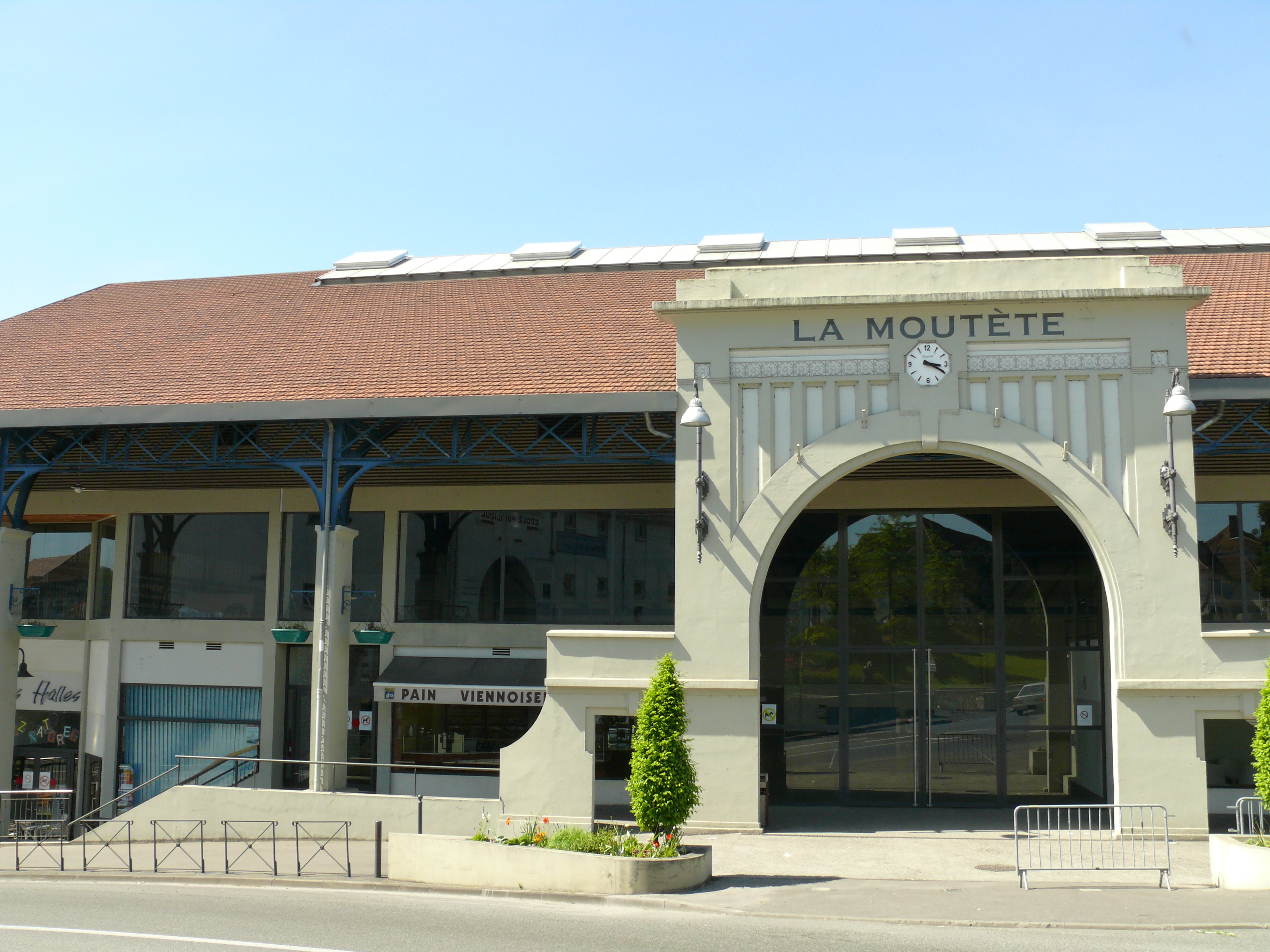
La Moutète

Le cinéma le Pixel est labellisé cinéma Art et essai.
Le centre d'art Image/Imatge est dédié à l'image sous toutes ses formes.

### Manifestations culturelles et festivités
Un festival de jazz, Jazz naturel, a lieu en mars. En juin se déroule le Concert des 200 guitares.
Les fêtes de la ville, les fêtes d'Orthez, sont célébrées traditionnellement fin juillet. Les arènes d'Orthez accueillent à cette occasion une feria constituée de corridas espagnoles et de courses landaises.
Un salon du Livre se tient en octobre à la Moutète.

### Culte
Catholique : les églises Saint-Pierre, Saint-Martin et Saint-Barthelemy.
Le culte protestant se célèbre à l'Église évangélique libre.

## Économie
Bien que l'activité soit fortement tournée vers l'agriculture (élevage, viticulture), des ateliers de tissage et de fabrication de meubles participent à l'économie de la commune.
Orthez fait partie de la zone d'appellation d'origine contrôlée (AOC) du Béarn. Depuis 1991, l'AOC Béarn-Bellocq est attribuée aux vins récoltés sur les communes de Bellocq, Lahontan, Orthez et Salies-de-Béarn.
La région d'Orthez compte une bonne partie des producteurs du jambon de Bayonne.
La commune fait partiellement partie de la zone d'appellation du fromage Ossau-iraty.

## Culture  locale et patrimoine

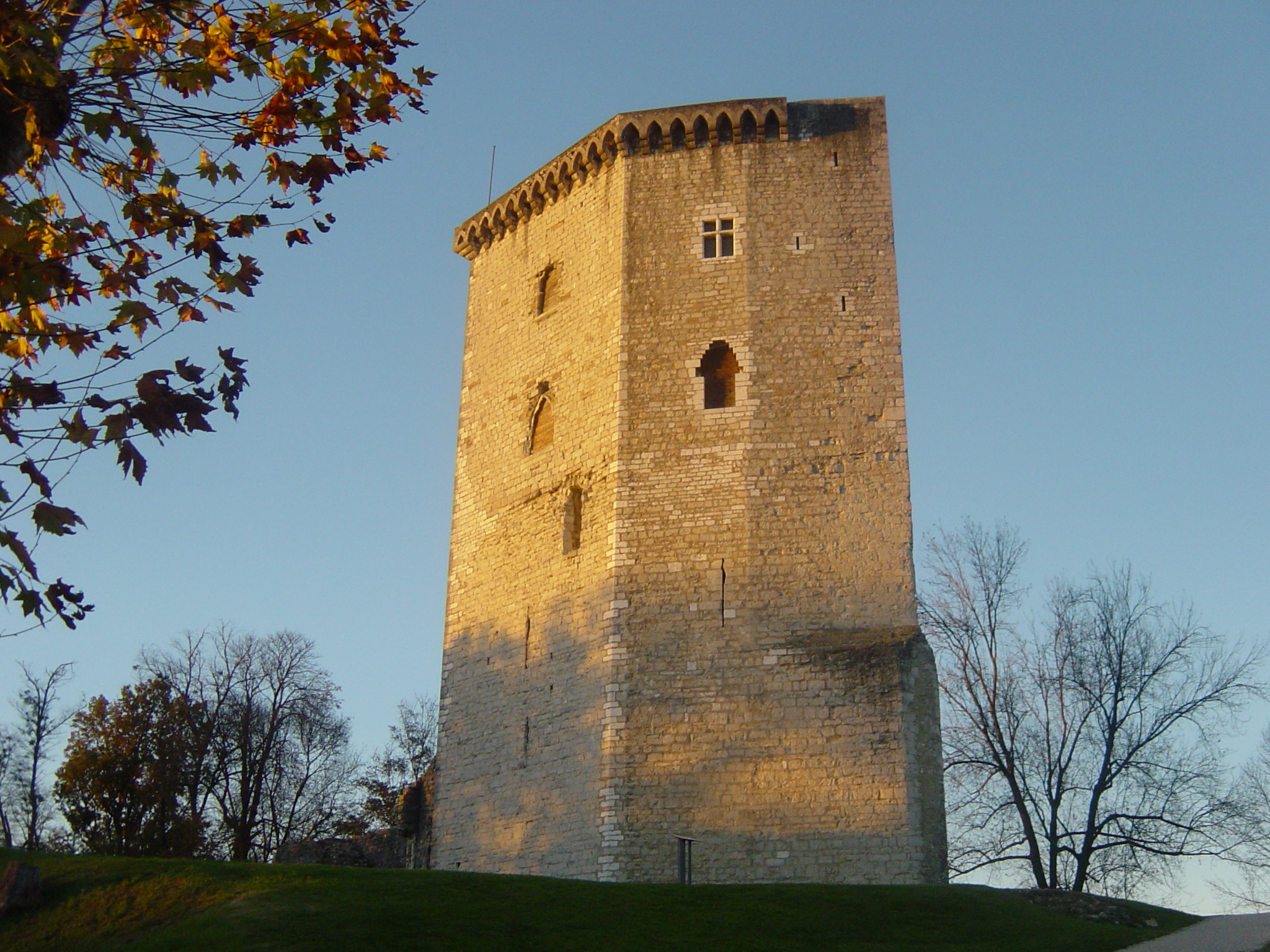
La tour Moncade.

Orthez a été une ville-pont à la charnière du monde des Tarbelles et celui des Béarnais. De ce fait, un pôle de culture s'y est installé qui a rayonné bien au-delà des frontières de l'hexagone actuel. C'est aussi une ville où la tauromachie est une pratique très ancienne qui précède même la construction des arènes actuelles (arènes du Pesqué, 1927). Orthez fait partie de l'Union des villes taurines françaises.

### Culture  béarnaise - Cité de l'écrit et de l'imprimerie
Orthez est de langue béarnaise. Le premier témoignage de l'existence d'une culture forte est la publication en 1270 de la Charte des Boucheries d'Orthez, non en latin, mais dans un gascon dont les caractéristiques ont peu varié depuis.
Sous Gaston Fébus, la cour d'Orthez était réputée en Europe. Le chroniqueur Jean Froissart vint y séjourner de fin novembre 1388 à fin février 1389. On considère Gaston Fébus comme un des derniers troubadours occitans.
Jeanne d'Albret fonda à Orthez une université qui se voulait l'égale de celle de Genève. Elle fit venir un des premiers imprimeurs à Orthez pour éditer ses livres, en particulier Les Psaumes traduits « en langue béarnaise » par Arnaut de Salette. Imprimeurs et éditeurs se succèdent jusqu'à aujourd'hui dans le domaine du livre et de la carte postale.
Par la suite, Orthez compta de nombreux penseurs, écrivains, poètes et artistes importants, dont la lignée des frères Reclus. L'inventeur de l'accumulateur au plomb est l'Orthézien Gaston Planté. On citera aussi le poète Francis Jammes et le pianiste Francis Planté frère de Gaston.
Le patrimoine culturel et historique de la ville est valorisé par le label Villes et Pays d'art et d'histoire, sous la dénomination "Orthez-Béarn des gaves".

### Lieux et monuments

#### Patrimoine civil

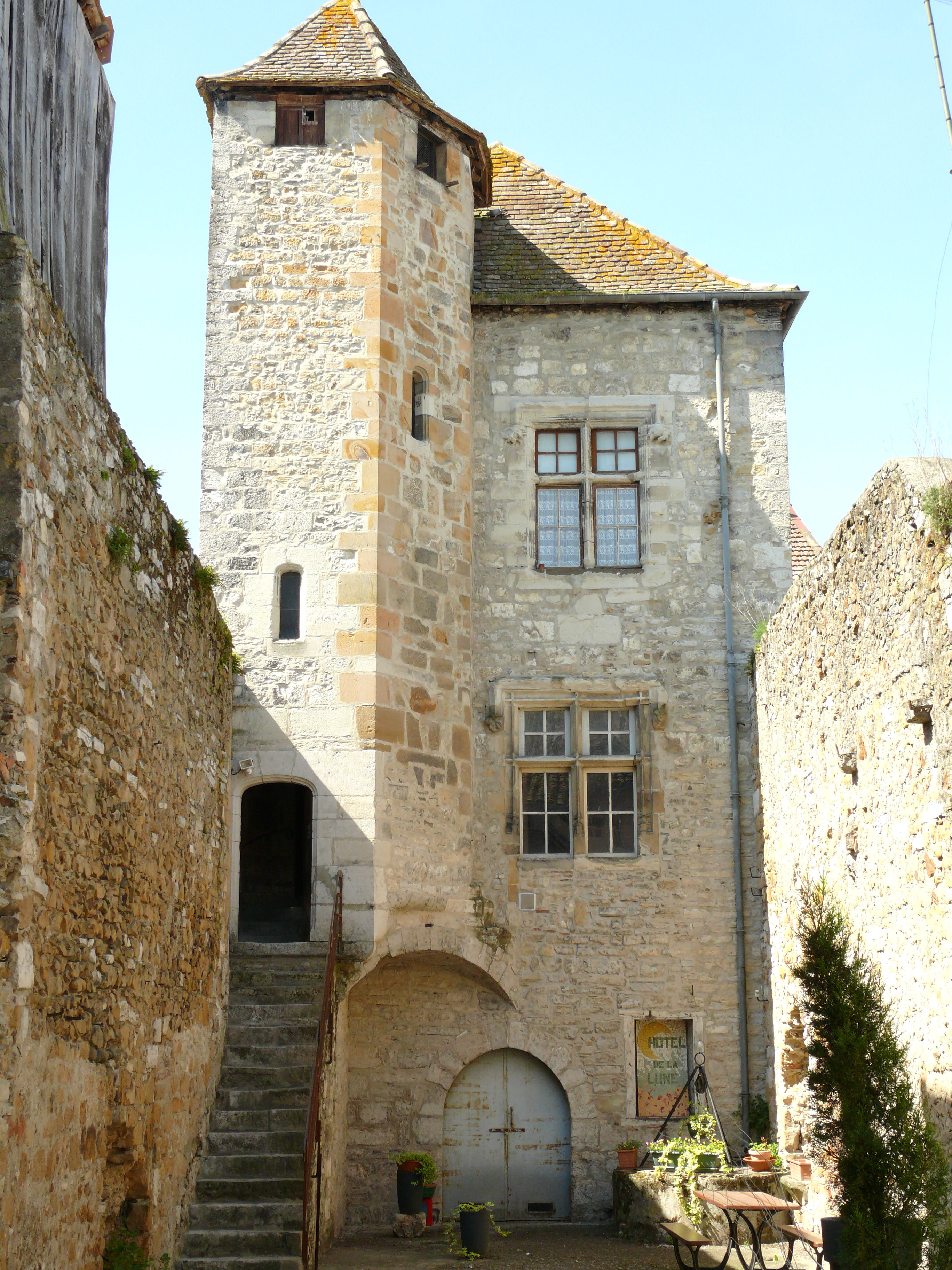
L'Hôtel de la lune, étape jacquaire

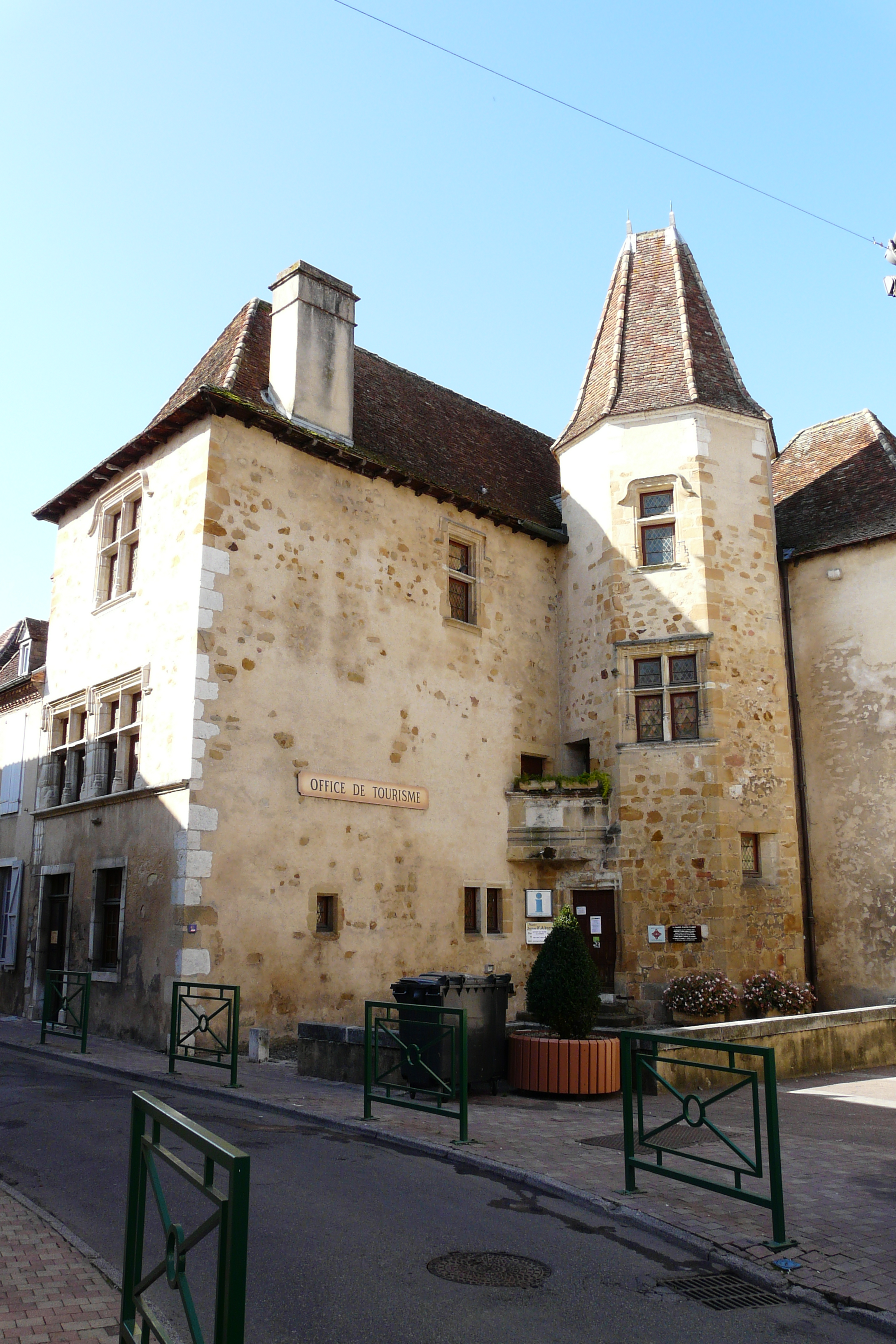
Maison dite de Jeanne d'Albret

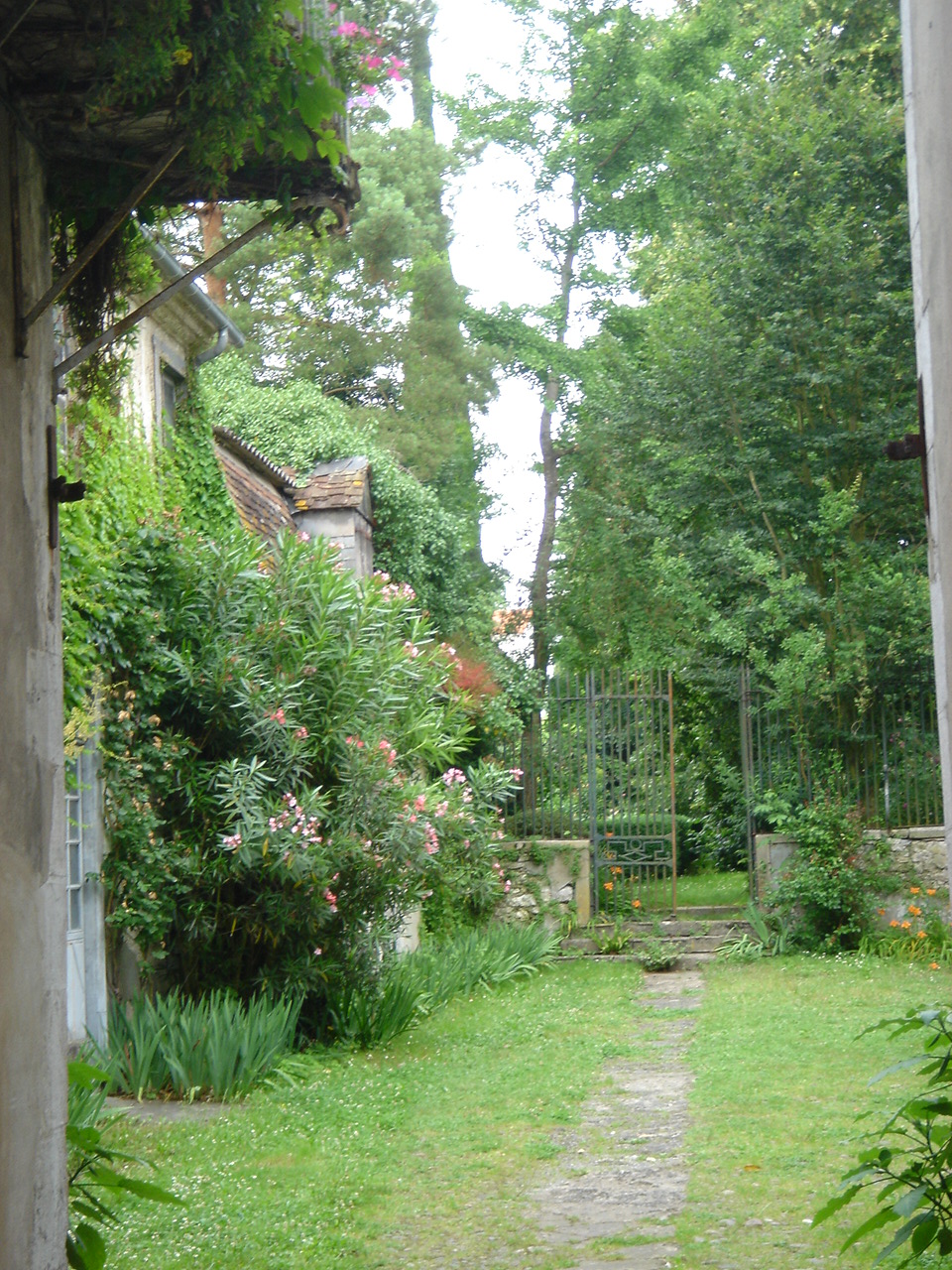
Cour intérieure dans le centre-ville d'Orthez.

- L'ancienne Auberge Saint-Loup, aujourd'hui maison privée, rue du Pont-Vieux était au XVIe siècle un hospice pour accueillir les pèlerins de Saint-Jacques-de-Compostelle. Elle était flanquée d'une chapelle aujourd'hui disparue. Architecture médiévale riche.
- La maison Batcave présente un bel exemple d’architecture médiévale privée.
- L’hôtel de la Lune[62], halte pour les pèlerins de Saint-Jacques-de-Compostelle, remonte au XVe siècle.
- La maison de Jeanne d'Albret[63], est à l'origine une riche demeure bourgeoise du XVIe siècle, objet d'un don d’Adrien-Arnaud de Gachassin (ou Gachissan), capitaine des milices d'Albret époux de Jeanne d'Asprémont, au roi Antoine de Bourbon et Jeanne d'Albret en vue d'obtenir des lettres d'anoblissement. Elle abrite le musée Jeanne d’Albret, consacrée à la longue histoire protestante du Béarn.
- L'hôtel de la Belle Hôtesse[64].
- Le château de Baure, à Sainte-Suzanne[65] et le pigeonnier du Cassou[66].
- Le château de Préville, réalisé par Jean-Baptiste Ernest Lacombe, à Sainte-Suzanne.
- Un tableau du XIXe siècle conservé à la mairie représente Gaston de Béarn, fils de Gaston Fébus qui va être assassiné par son père[67].
- La fontaine de la place Saint-Pierre, immortalisée par le peintre Maurice Utrillo en 1923, a été déplacée rue des Jacobins en 2019.
- La maison Chrestia[68], où vécut le poète Francis Jammes, labellisée Maisons des Illustres.

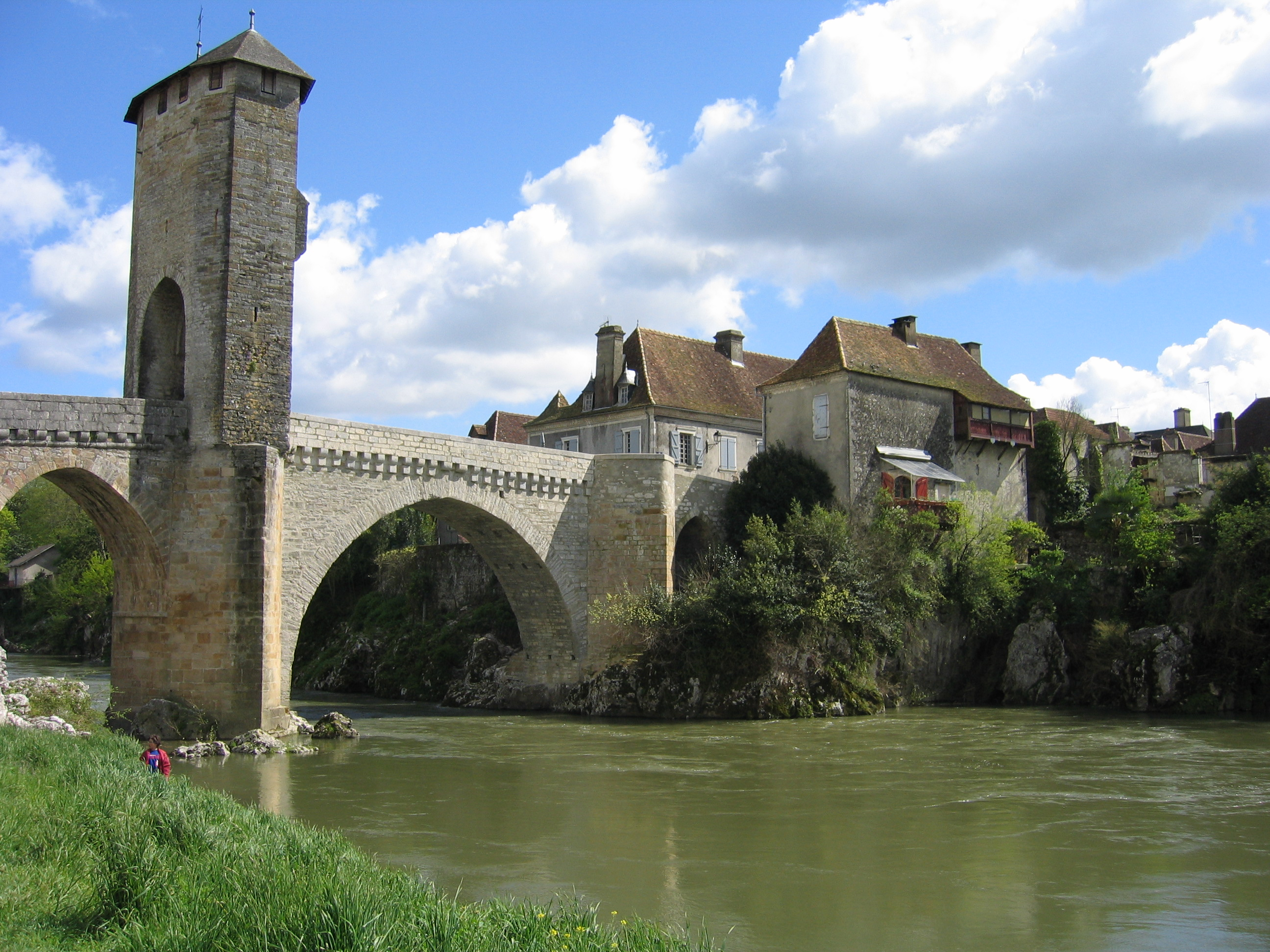
Le pont fortifié d'Orthez : le Vieux Pont d'Orthez.
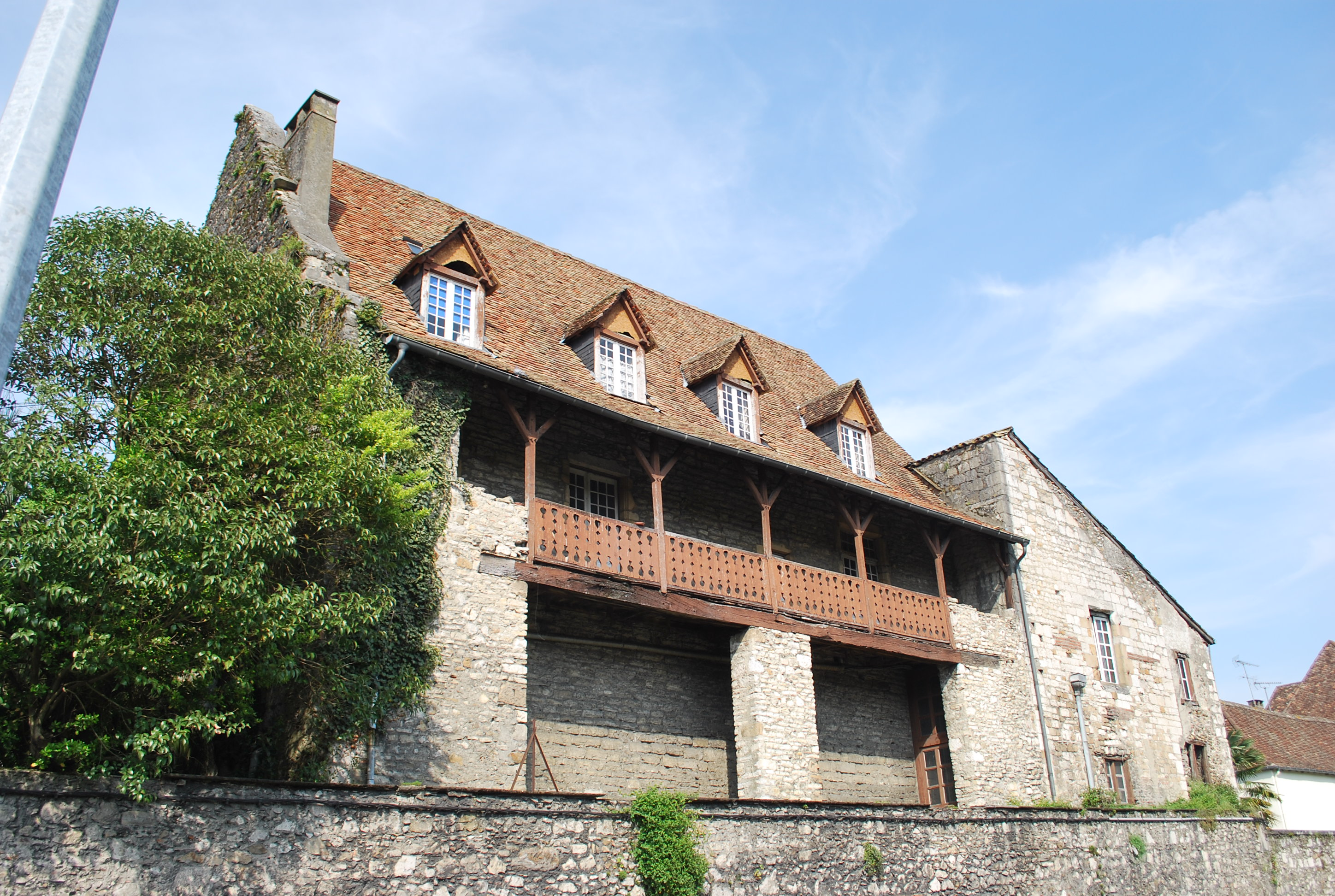
La maison Batcave, maison médiévale.

#### Patrimoine religieux

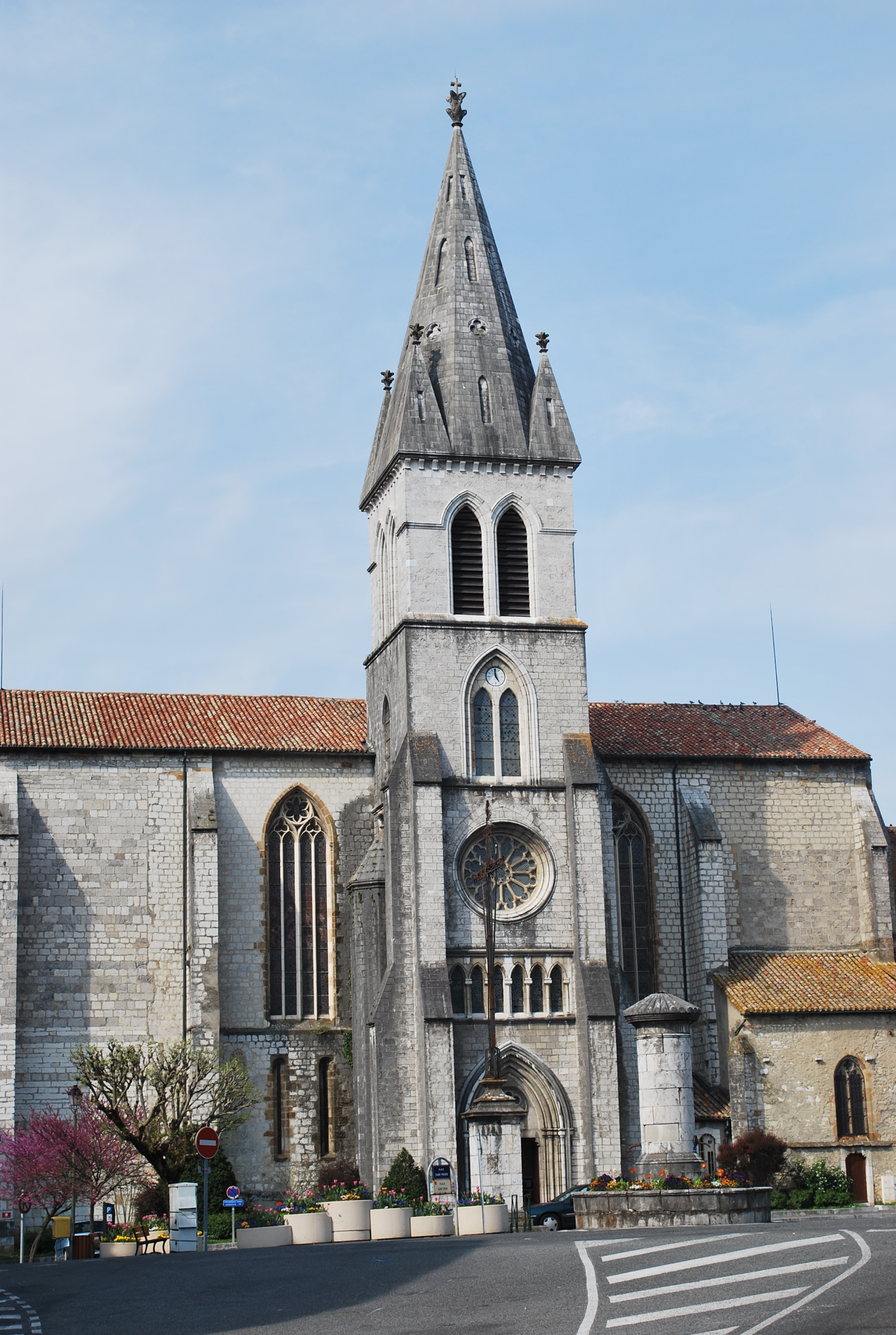
L'église Saint-Pierre d'Orthez.

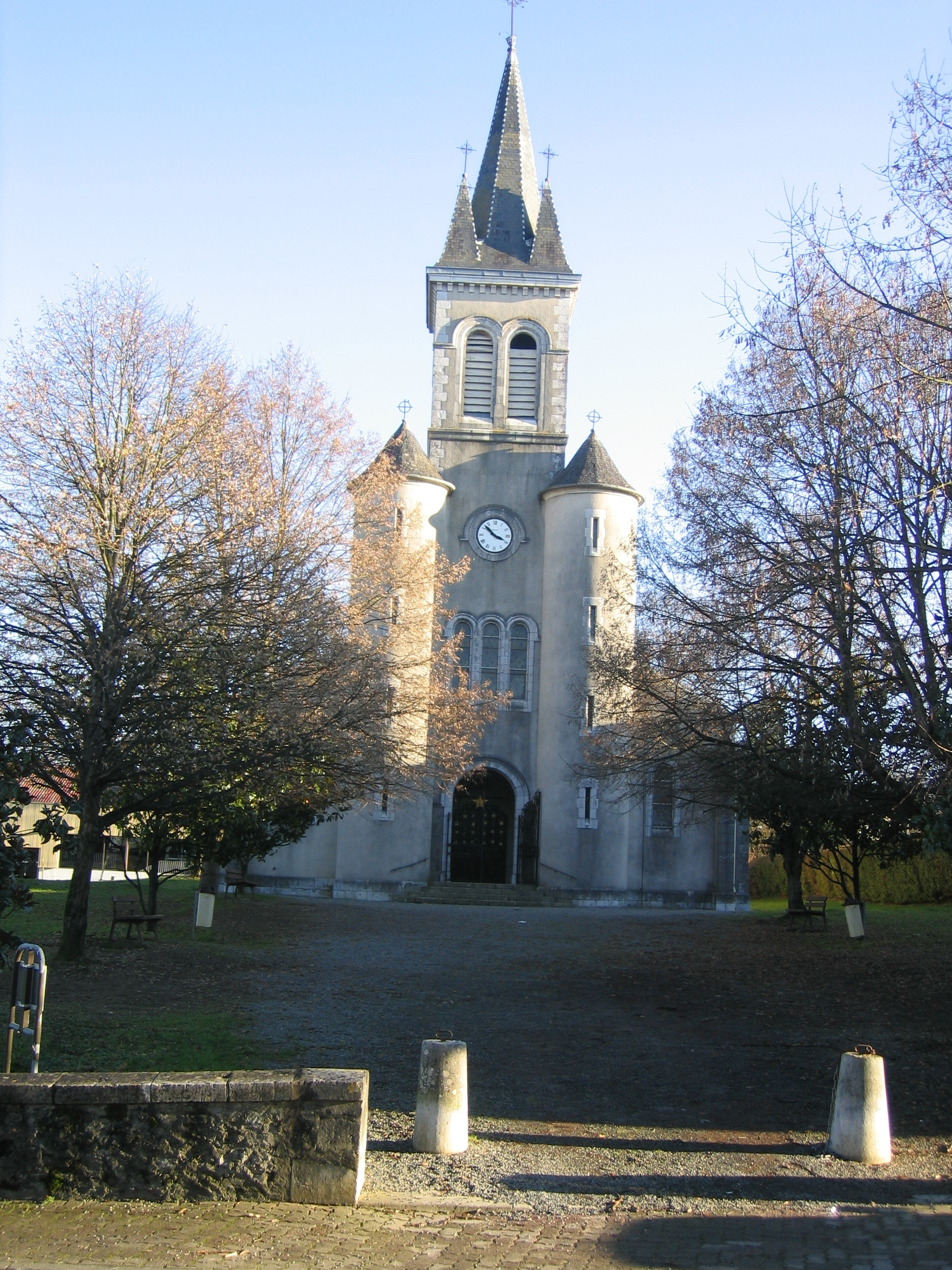
L'église Saint-Barthélémy (quartier Départ).

- L'église Saint-Pierre , boulevard des Pommes[69],[70] date du XIIIe siècle avec l'édification du chœur. Les travaux ne s'achèveront qu'un siècle plus tard avec, entretemps, un changement de style. Parmi ses particularités, on peut citer l'absence de collatéraux et la voûte la plus haute du Béarn. Au XVIe siècle, les protestants la confisquent. En 1865, l'église est restaurée puis agrandie, et un clocher est construit au-dessus du portail d'entrée. Elle abrite une esquisse de Léon Bonnat pour son panneau du Panthéon de Rome - le Martyre de saint Denis - esquisse qui fut offerte par les Beaux-arts en 1924. Deux statues en bois - l'une représentant sainte Anne, mère de Marie et l'autre saint Jacques - décorent également l'église.
- Le temple protestant d'Orthez (sis au 20 rue du Général-Foy), fut consacré le 25 novembre 1790. Il a été construit par les architectes d'Aubagna et Haurie[71],[72].
- L'église paroissiale Saint-Barthélémy, rue des Frères Reclus[73]
- L'église paroissiale Saint-Martin, Chemin de l'École[74]
- L'église paroissiale Sainte-Suzanne, rue la Carrière[75]
- Le monastère Sainte-Claire d'Orthez, monastère de Clarisses - Colettines, rue Saint-Gilles fondé en 1874. Il s'agit d'un monastère de moniales contemplatives de spiritualité franciscaine.
- Le cloître du couvent des cordeliers, dernier vestige du couvent se trouvant dans l'hôpital d'Orthez. Les cordeliers se sont installés à Orthez au XIIIe siècle. Les dominicains ou jacobins s'y sont installés quand l'académie protestante a occupé le couvent des dominicains en 1566 et dont il ne subsiste pratiquement rien.
- La chapelle de l’ancien couvent de la Visitation, rue Saint-Gilles.
- La chapelle de l'Institution Moncade-Jeanne-d'Arc, rue Moncade.

#### Patrimoine militaire défensif
- Le château de Moncade[76] et sa tour-donjon est édifié vers 1250 par Gaston VII Moncade à un endroit stratégique qui était à l'évidence fortifié depuis des temps très anciens. Gaston Fébus en complète les fortifications et lui donne sa forme définitive. Il est alors le siège d'une cour fastueuse. La tour est sauvée de la destruction totale vers 1840 par décision de la municipalité car elle sert tout simplement de carrière pour la construction des maisons alentour. De nos jours, elle se visite en été et offre une vue panoramique sur les toits d'Orthez et la campagne environnante, avec en toile de fond la chaîne des Pyrénées par temps clair.
- Le Pont Vieux[77], datant des XIIIe et XIVe siècles, enjambe le gave. Il est commencé par Gaston VII Moncade au moment où celui-ci fait d'Orthez la capitale du Béarn et y transporte sa cour. À l'origine il possède deux tours ; il est aujourd'hui remarquable par ses arches inégales et sa tour centrale fortifiée. Il a résisté aux deux assauts importants qu'a subis Orthez, en 1569 par les troupes protestantes de Montgomery et en 1814 par celles du duc de Wellington lancées derrière les troupes napoléoniennes. La circulation motorisée y est interdite.

### Personnalités liées à la commune

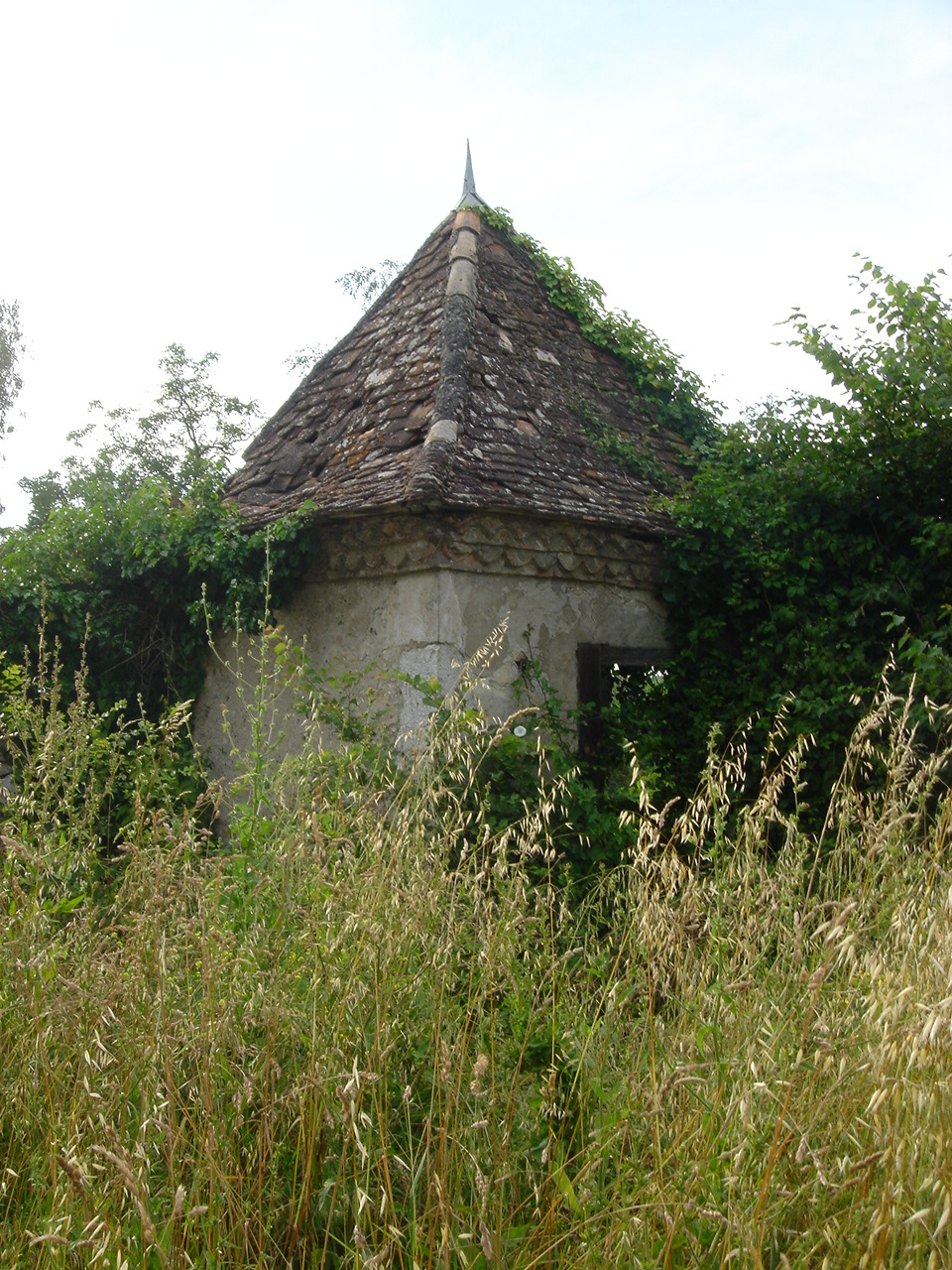
Construction ancienne perdue dans les friches d'Orthez.

#### Nées auXIVesiècle
Gaston III Febus (30 avril 1331 - 1391), est comte de Foix-Béarn.

#### Nées auXVesiècle
Adrien-Arnaud de Gachassin, né en 1497 et mort en 1569, est le premier seigneur de l'abbaye noble d'Orthez de cette famille, avec le titre de vicomte, par lettres patentes de Jeanne d'Albret.

#### Nées auXVIesiècle
Pierre Viret (Orbe, 1511-Orthez, 1571) est un réformateur vaudois et une figure importante de la Réforme.

#### Nées auXVIIIesiècle
- Jean-Henry d'Arnaudat (1739-1816, juriste et homme politique né et décédé à Orthez, député du Tiers-État aux États généraux de 1789.
- Jacques Faget de Baure (1755-1817), homme politique et historien ;
- Bernard Dessein, né le 19 mars 1762 à Orthez, est un militaire français ;
- Pierre-Henry d'Arnaudat ou Darnaudat (1763-1807), général des armées de la République ;
- Le poète espagnol Nicasio Álvarez Cienfuegos (Madrid, 1764-Orthez, 1809), auteur néoclassique et préromantique, mourut exilé à Orthez, où il a sa tombe ;
- Jean Vidal (1764 - 1818) homme politique.
- Charles de Saint Cricq Cazeaux (1774-1840) homme politique.
- Pierre-Firmin de Lestapis (1786-1866), homme politique à Orthez,  député des Basses-Pyrénées.
- Pierre-Chaumont Liadières (1792-1858), homme politique.

#### Nées auXIXesiècle
- Pierre-Charles Chesnelong (14 avril 1820, Orthez - 22 juillet 1899, Orthez), maire d’Orthez en 1855, député de 1865 à 1870, sénateur à vie en 1876.
- Élie Reclus, journaliste, ethnologue et militant anarchiste (Sainte-Foy-la-Grande, 1827 - Bruxelles, 1904).
- Félix Pécaut (1828-1898 à Orthez), Salisien, fondateur de la première École normale supérieure d'institutrices en 1880.
- Élisée Reclus, géographe et militant anarchiste (Sainte-Foy-la-Grande, 1830 - Thourout, 1905).
- Gaston Planté, physicien français (Orthez 1834 - Meudon 1889) est l'inventeur de l'accumulateur électrique en 1859.
- Francis Planté, pianiste français (Orthez 1839 - Saint-Avit 1934). Surnommé « le dieu du piano », il est le seul pianiste dont on possède des enregistrements à avoir eu l'occasion de voir et d'entendre jouer Frédéric Chopin.
- Onésime Reclus, géographe (Orthez 1837 - 1916), inventeur du mot francophonie.
- Pierre, Raymond, Adrien Planté, (1841 à Orthez - 1912), député, historien, félibre et homme de lettres.
- Armand Reclus, né à Orthez en 1843, mort à Sainte-Foy-la-Grande en 1927, officier de marine, réalisa le tracé du canal de Panama.
- Paul Reclus, né à Orthez en 1847 – mort en 1914, chirurgien, auteur d'un procédé d'anesthésie, recherches sur la maladie de Reclus.
- Jean-Victor-Émile Chesnelong né à Orthez en 1856 est un prélat catholique, ordonné prêtre à Orthez le 20 septembre 1879, curé de la Madeleine à Paris en 1902. Il devient évêque de Valence en 1906, puis archevêque de Sens en 1912, où il meurt le 29 novembre 1931.
- Pierre Lasserre, philosophe et critique littéraire (Orthez 1867 –  Paris 1930)
- Francis Jammes, (Tournay, 2 décembre 1868 - Hasparren, 1er novembre 1938), poète écrivain

#### Nés auXXesiècle
- Jean-Louis Curtis (22 mai 1917 à Orthez - 11 novembre 1995, Albert Laffitte à l'état civil) est un romancier et essayiste français, lauréat du prix Goncourt en 1947 pour son roman Les Forêts de la nuit et élu à l'Académie française en 1986.
- Paul Ducournau (né à Orthez en 1909-mort à Pau en 1985), général, héros du Débarquement de Provence.
- François Saint Macary, né le 7 janvier 1936 à Orthez, fut l'archevêque de Rennes de septembre 1998 à mars 2007, Dol-de-Bretagne et Saint-Malo, et archevêque métropolitain de la Province ecclésiastique de Rennes.
- Jean-Claude Lasserre, né le 29 janvier 1939 et mort le 19 décembre 2002, à Orthez, est un historien de l'art.
- Pierre Seillant (né le 27 février 1941 à Orthez) dirigeant sportif français de basket-ball (ex-président et dirigeant de l'Élan Béarnais Pau-Orthez).
- René Bénésis est un joueur de rugby à XV, né le 29 août 1944 à Orthez.
- Alain Larrouquis, né le 15 juin 1950 à Orthez, est un joueur de basket-ball.
- Alain Ducasse (13 septembre 1956 à Orthez), célèbre chef cuisinier, trois fois trois étoiles au guide Michelin ; il possède plus de 22 restaurants dans le monde et est aussi président de Châteaux et hôtels de France.
- Corinne Touzet est une actrice, réalisatrice et productrice née le 21 décembre 1959 à Orthez.
- Joël Suhubiette, né à Orthez en 1962, musicien et chef de chœur.
- Jean-Marc Lalanne, né en 1967 à Orthez, est un critique de cinéma.
- Félicien Taris, né en 1978 à Orthez, producteur audiovisuel, chanteur français et ancien participant de Loft Story 2.
- Sylvain Darrifourcq, né en 1979 à Orthez, batteur, compositeur de jazz.
- Yann Labrit, né le 15 septembre 1979 à Orthez, est un joueur de rugby à XV
- Paul Lay, né en 1984 à Orthez, pianiste de jazz.
- Yan Lestrade, né en 1997 à Orthez est un joueur français de rugby à XV.

### Héraldique
| Blason | Blasonnement : De gueules, au pont du lieu, de quatre arches inégales surmonté en son milieu d'une tour crénelée et couverte, le tout d'argent maçonné de sable, la tour accostée de deux clefs d'or adossées. Commentaires : Ce blason est relativement récent car le pont d'Orthez comportait à l'origine une seconde tour à droite (le sud). Les clés représentent saint Pierre, patron de l'église d'Orthez. Des surélévations du parapet, près de la tour, qui ont été arasées après la bataille d'Orthez (1814), sont parfois visibles sur certaines représentations du blason. Gaston III de Foix Béarn: Sa devise « Tòca'i si gausas » (Touches-y si tu oses) est encore la devise des villes de Foix et d'Orthez. Lorsque la Guerre de Cent Ans éclate, Gaston III devant pourtant le service de l'ost n'y participe pas et, le 26 septembre 1347, il reconnaît son allégeance au roi de France pour le comté de Foix, mais il déclare que le Béarn est neutre dans ce conflit et qu'il ne tient son pays que de Dieu et de son épée. Il demande un recensement des feux (« foecs ») du Béarn, que l’on appelle le « Dénombrement de 1385 ». Il impose alors un impôt par foyer, qui sera levé chaque année. [pertinence contestée] C'est Gaston VII de Moncade, retranché derrière les murailles de son château, qui aurait lancé au roi d’Angleterre (sic) ces fières paroles devenues la devise d’Orthez : « Tòca’i si gausas » soit « Touches-y si tu l'oses » (prononciation figurée : ['tòkœ-i si 'gawzœs]). Toutefois on doit rester prudent, il serait établi que cette relation, fort truculente, ne serait qu’une invention du XVIIIe siècle. [Passage contradictoire] |

## Pour approfondir